# K.u.k. Luftfahrtruppen

Výsostný znak c. a k. leteckých sborů

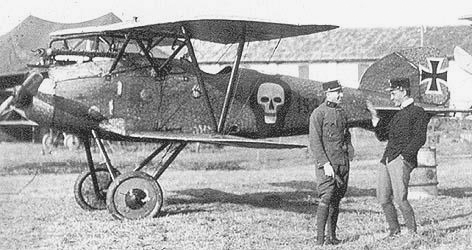
Letoun Albatros D.III vyráběný v továrně Oeffag, na kterém létal Godwin von Brumowski (vlevo)

Císařské a královské letecké sbory (německy kaiserliche und königliche Luftfahrtruppen, maďarsky Császári és Királyi Légierő) byly rakousko-uherské vojenské vzdušné síly v letech 1912–1919.
V Rakousku-Uhersku sice již od roku 1893 existovaly vzduchoplavecké balónové jednotky k.u.k Luftschiffertruppen, s rozšířením letadel těžších vzduchu však vznikla potřeba jejich modernizace. Založením jednotek k.u.k. Luftfahrtruppen byl v roce 1912 pověřen tehdy 44letý plukovník Emil Uzelac, který sice neměl žádné zkušenosti s létáním, nicméně jeho vojenské zkušenosti a velící schopnosti byly nesporné. Uzelac svůj nedostatek napravil během pár měsíců intenzivního leteckého výcviku až byl tehdy považován za jednoho z nejlepších letců v Rakousku-Uhersku. Jednotkám rakousko-uherského letectva nakonec velel až do roku 1919.

## Organizační struktura
- Fliegerkompanien (Flik) – ozbrojené složky
  - D – Divisionsfliegerkompanie – podpora dělostřelectva, pěchoty a frontový průzkum
  - F – Fernaufklärungskompanie – průzkum nepřátelské zálohy
  - Rb – Reihenbildaufklärerkompanie
  - G – Grossflugzeugkompanie – bombardovací letky s dvoumotorovými letouny kategorie G, později i s jednomotorovými C
  - S – Schutzfliegerkompanie – od 1918 Schlachtfliegerkompanien, nejdříve jako doprovodné ochranné letky pro Divisionsfliegerkompanien, později podpora pěchoty
  - J – Jagdfliegerkompanie – stíhací letky, boj proti nepřátelským leteckým jednotkám
  - P – Photoaufklärerkompanie – od 1918
  - K – Korpsfliegerkompanie – od 1918, průzkumné letky
- Fliegeretappenparks (Flep) – zásobování ozbrojených složek výzbrojí a náhradními díly
- Fliegerersatzkompanien (Flek) – cvičné jednotky; výcvik pilotů, školení mechaniků a pomocného personálu